# Embaixada do Zâmbia, Wasington, D.C.
A Embaixada do Zâmbia em Washington, D.C. é a missão diplomática do Zâmbia para os Estados Unidos. Está localizada em 2419 Massachusetts Avenue, Northwest, Washington, D.C., juntamente com outras embaixadas.
O embaixador é Sheila Siwela.